# Vaterländischer Künstlerverein

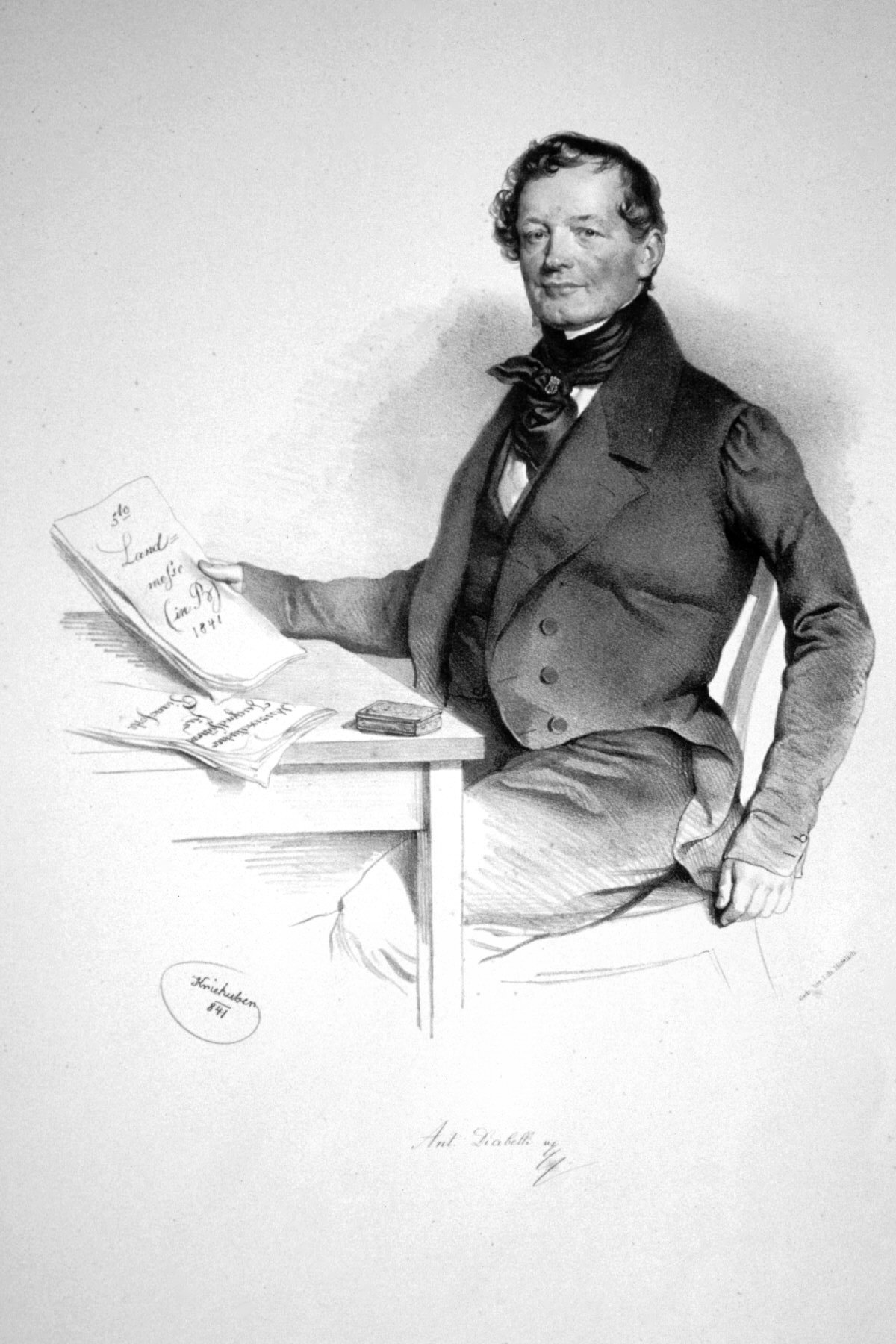
L'éditeur de musique Anton Diabelli, auteur de la valse originelle

Thème de la valse de Diabelli

Le Vaterländischer Künstlerverein (Association patriotique des artistes) est une anthologie musicale regroupant quatre-vingt-trois variations pour piano composées dans les années 1820 par cinquante et un compositeurs allemands et autrichiens sur une courte valse que l'éditeur de musique Anton Diabelli avait proposée à leur imagination.
Beethoven a écrit à lui seul trente trois variations regroupées dans la première partie de l'ouvrage. La seconde partie contient les cinquante autres variations proposées chacune par un compositeur différent, tels Franz Schubert, Franz Liszt, Carl Czerny, Johann Nepomuk Hummel ou encore Ignaz Moscheles.

## Beethoven et lesVariations Diabelli
Beethoven a composé sur ce thème trente-trois variations sur ce thème, qui donnèrent lieu aux trente-trois Variations Diabelli et les publia sous l'opus 120, avec une dédicace à Antonie Brentano.

## Les Variations des autres compositeurs
Ces variations furent publiées dans un recueil, par ordre alphabétique.
| - Variation 1 : Ignaz Aßmayer (1790-1862) - Variation 2 : Carl Maria von Bocklet (1801-1881) - Variation 3 : Leopold Eustache Czapek (v.1700-?) - Variation 4 : Carl Czerny (1791-1857) - Variation 5 : Joseph Czerny (1785-1842) - Variation 6 : Moritz Graf von Dietrichstein (1775-1864) - Variation 7 : Joseph Drechsler (1782-1852) - Variation 8 : Emmanuel Alois Förster (1748–1823) - Variation 9 : Franz Jakob Freystädtler (1768–1841) - Variation 10 : Johann Baptist Gänsbacher (1778-1844) - Variation 11 : Josef Gelinek (1758-1825) - Variation 12 : Anton Halm (1789-1872) - Variation 13 : Joachim Hoffmann (1788-v.1856) - Variation 14 : Johann Horzalka (1798-1860) - Variation 15 : Joseph Huglmann (1768-1839) - Variation 16 : Johann Nepomuk Hummel (1778-1837) - Variation 17 : Anselm Hüttenbrenner (1794-1868) - Variation 18 : Friedrich Kalkbrenner (1785-1849) - Variation 19 : Friedrich August Kanne (1778-1833) - Variation 20 : Joseph Kerzkowsky (1791-?) - Variation 21 : Conradin Kreutzer (1780-1849) - Variation 22 : Heinrich Eduard Josef Baron von Lannoy (1787-1853) - Variation 23 : Maximilien Joseph Leidesdorf (1787-1840) - Variation 24 : Franz Liszt (1811-1886) - Variation 25 : Joseph Mayseder (1789-1863) |  |  | - Variation 26 : Ignaz Moscheles (1794-1870) - Variation 27 : Ignaz Franz Edler von Mosel (1772-1844) - Variation 28 : Franz Xaver Wolfgang Mozart (1791-1844) - Variation 29 : Joseph Panny (1794-1838) - Variation 30 : Hieronymus Payer (1787-1845) - Variation 31 : Johann Peter Pixis (1788-1874) - Variation 32 : Wenzel Plachy (1785-1858) - Variation 33 : Gottfried Rieger (1754-1855) - Variation 34 : Philipp Jakob Riotte (1776-1856) - Variation 35 : Franz de Paula Roser (1779-1830) - Variation 36 : Johann Baptist Schenk (1753-1836) - Variation 37 : Franz Schoberlechner (1797-1843) - Variation 38 : Franz Schubert (1797-1828) - Variation 39 : Simon Sechter (1788-1867) - Variation 40 : S.R.D. (Serenissimus Rudolphus Dux / 1788-1831) - Variation 41 : Abbé Maximilian Stadler (1748-1835) - Variation 42 : Josephe de Szálay (1800–1860) - Variation 43 : Václav Jan Tomášek (1774–1850) - Variation 44 : Michael Umlauf (1781-1842) - Variation 45 : Friedrich Dionysius Weber (1766–1842) - Variation 46 : Franz Weber (1805-1876) - Variation 47 : Charles Angelus de Winkhler (v.1800-1845) - Variation 48 : Franz Weiss (1778-1830) - Variation 49 : Johann Nepomuk August Wittassek (1770-1839) - Variation 50 : Jan Hugo Worzischek (1791-1825) - Coda : Carl Czerny |

## Orientation discographique
Album complet ou large sélection
- Pier Paolo Vincenzi, piano (2014, 2CD Brillant Classics) (OCLC 910541249)
- Jan Michiels, piano (23-25 janvier 2006, MDG) (OCLC 827462138)
- Rudolf Buchbinder (1997, 2CD Teldec 0630-17388)
- Ian Fountain (1999, Meridian CDE 84424)
- Doris Adam (2001, Camerata CM662)

Beethoven
- Arthur Schnabel (1937)
- Rudolf Serkin (1957), Sony
- Geza Anda (1961), DG
- Claudio Arrau (1985), Philips
- Sviatoslav Richter (1986), Philips & (1988) Moscow Studio Archives
- Alfred Brendel (1991), Philips - Alfred Brendel avait enregistré l'œuvre en 1964 pour Vox
- Maurizio Pollini (1998), DG
- Stephen Kovacevich (1968), Philips
- Piotr Anderszewski (2001), Virgin, Choc du Monde de la Musique, Diapason d'or[3]
- Laurent Cabasso (2011), Naïve, Diabelli Variations/Wanderer Fantaisie. Beethoven/Schubert[4]
- Jean-Claude Henriot (2011), DUX
- Andreas Staier (2012) Harmonia Mundi, Diapason d'Or, 4 F de Télérama[5]
- Filippo Gorini (2017), Alpha, Diapason d'Or[6],[7].